# 정경진 (아나운서)
정경진(1988년 12월 19일 ~ )은 대한민국의  부산MBC의 아나운서이다.

## 학력
- 부산여자고등학교 (졸업)
- 한국교원대학교 제4대학 (음악교육 · 국어교육 / 학사)
- 서울대학교 대학원 (협동과정 음악교육전공 / 석사[3])

## 경력
- 2016년 5월 ~ 부산문화방송 아나운서

## 진행

### 현재

#### 라디오
- 정오의 희망곡(부산)

#### 텔레비전
- 생방송 부라보
- MBC 뉴스데스크 부산 (주말 당직)

## 과거
- 와이드쇼 행복한 금요일 (종영)
- 기장임랑 해변대학가요제
- 2019 팬텀콘서트
- 2022 부산국제보트쇼
- 2022 양산국화향연
- 특별 생방송 KIMA WEEK 2022
- 제19회 부산광역시 회장배 빙상대회 중계
- 2023 황산가든 페스티벌 황산 리버사이드 콘서트
- TV비평, 시청자가 말한다
- 2030 부산세계박람회 유치기원 특별음악회